# Ледешть (комуна)
Ледешть, Ледешті (рум. Lădești) — комуна у повіті Вилча в Румунії. До складу комуни входять такі села (дані про населення за 2002 рік):
- Геджень (309 осіб)
- Дялу-Корнь (48 осіб)
- Кірічешть (321 особа)
- Ледешть (318 осіб)
- Мелдерешть (347 осіб)
- Олтянка (138 осіб)
- Пескулешть (179 осіб)
- Попешть (102 особи)
- Чермеджешть (329 осіб)
- Чумаджі (132 особи)

Комуна розташована на відстані 169 км на захід від Бухареста, 35 км на південний захід від Римніку-Вилчі, 64 км на північ від Крайови, 149 км на південний захід від Брашова.

## Населення
За даними перепису населення 2002 року у комуні проживали 2223 особи, усі — румуни. Усі жителі комуни рідною мовою назвали румунську.
Склад населення комуни за віросповіданням:
| Релігія     | Кількість осіб | Відсоток |
| ----------- | -------------- | -------- |
| православні | 2217           | 99,7%    |
| баптисти    | 5              | 0,2%     |
| атеїсти     | 1              | < 0,1%   |